# Arab Contractors-stadion
Het Arab Contractors-stadion, ook Osman Ahmed Osman-stadion genoemd, is een multifunctioneel stadion in Caïro, de hoofdstad van Egypte. Het stadion wordt vooral gebruikt voor voetbalwedstrijden. De voetbalclubs Al Moqaouloun al-Arab en FC Masr maken van dit stadion gebruikt voor hun thuiswedstrijden. In het stadion is plaats voor 35.000 toeschouwers. 